# Mannia
Mannia es un género de musgos hepáticas de la familia Aytoniaceae. Comprende 34 especies descritas y de estas, solo 13 aceptadas.

## Taxonomía
El género fue descrito por Philipp Maximilian Opiz  y publicado en Naturalientausch 12(Beitr. Naturg. 1): 646. 1829.  La especie tipo es: M. raddii (Corda) Opiz (=Grimaldia raddii Corda)

## Especies aceptadas
A continuación se brinda un listado de las especies del género Mannia aceptadas hasta diciembre de 2014, ordenadas alfabéticamente. Para cada una se indica el nombre binomial seguido del autor, abreviado según las convenciones y usos.	
- Mannia androgyna (L.) A. Evans
- Mannia californica (Gottsche) L.C. Wheeler
- Mannia capensis (Stephani) S.W. Arnell
- Mannia fragrans (Balb.) Frye & L. Clark
- Mannia gracilis (F. Weber) D. B. Schill & D.G. Long
- Mannia hegewaldii Bischl.
- Mannia indica Kachroo
- Mannia levigata Shimizu & S. Hatt.
- Mannia paradoxa R.M. Schust.
- Mannia pilosa (Hornem.) Frye & L. Clark
- Mannia rupestris (Nees) Frye & L. Clark
- Mannia sibirica (K. Müller) Frye & L. Clark
- Mannia subpilosa (Horik.) Horik.
- Mannia triandra (Scop.) Grolle